# 孙庆聚
孙庆聚（1951年—），男，汉族，山东罗庄人，中华人民共和国政治人物，曾任中共中央党校副校长，第十二、十三届全国政协委员。